# 亜硫酸パルプ
亜硫酸パルプ（ありゅうさんパルプ）は、化学パルプの一つ。木材チップや非木材原料を亜硫酸液（酸性亜硫酸塩、重亜硫酸塩、亜硫酸塩溶液）で高温、高圧化で蒸煮、リグニンを除去して作る製紙用、繊維用パルプ。英語のサルファイトパルプから略称SP。また製造手法はファイトプロセス（サルファイト法）と呼ぶ。

## 概要
19世紀に開発された製造方法で、平滑で耐久性に富む高品位のパルプが得られることから広く世界中で製造されてきた。しかしながら欠点としてリグニンを蒸解できる樹種に制限がある、蒸煮で発生する亜硫酸ガスなどの回収が困難、量産・自動化が難しいといった問題があった。
製紙用パルプでは、1960年代の時点でクラフトパルプの製造法が進化し、生産高において亜硫酸パルプを凌駕、20世紀後半以降は高品質紙の製造のみに縮小した。一方、人絹スフ（レーヨン）やセロファンの製造現場では、亜硫酸パルプ（の製造方法）が引き続き用いられている。